# Bailli capitulaire
Le bailli capitulaire  est un commandeur responsable d'une baillie.

## Historique
Ce statut est intermédiaire entre celui de commandeur et celui de prieur provincial. Les baillis relevaient directement du couvent et du supérieur de l'Ordre et non des prieurs. Cette indépendance date de la Terre sainte où l'importance de certains domaines avait rendu nécessaire cette relation directe à la différence des commanderies d'Occident qui relevaient du grand commandeur de l'Outre-mer.

## Référencement

### Sources
- Nicole Bériou (dir. et rédacteur), Philippe Josserand (dir.) et al. (préf. Anthony Luttrel & Alain Demurger), Prier et combattre : Dictionnaire européen des ordres militaires au Moyen Âge, Fayard, 2009, 1029 p. (ISBN 978-2-2136-2720-5, présentation en ligne)